# STV (телеканал)
Ес. Ті. Ві. (англ. STV) — телеканал (Шотландія, Велика Британія). Рік заснування — 2006.
Власник: група «STV Group plc».